# Mount End
Mount End is een plaats in het bestuurlijke gebied Epping Forest, in het Engelse graafschap Essex. Het maakt deel van de civil parish Theydon Mount.